# Valor de Banzhaf
En teoría de juegos, el valor de Banzhaf, llamado así por el activista estadounidense John F. Banzhaf III, corresponde al número de coaliciones en que un jugador es crítico en un juego cooperativo dado.
Formalmente, dado un juego simple conformado por un conjunto finito de jugadores N y un conjunto de coaliciones W, el valor de Banzhaf para un jugador i de N es el número:
{\displaystyle \eta _{i}(\nu )=|\{s\in W;S\backslash \{i\}\notin W\}|}